# Ruta 9 (Uruguay)
La Ruta N.° 9 es una de las rutas nacionales de Uruguay. Recorre el país de oeste a este, atravesando los departamentos de Canelones, Maldonado y Rocha. Fue designada con el nombre de Coronel Leonardo Olivera por la Ley N.° 14.361 del 17 de abril de 1975, en honor al militar de la Revolución Oriental.Sobre un tramo de la misma, en el departamento de Rocha, se encuentra una pista de aterrizaje, ideada por la Fuerza Aérea Uruguaya en 1970 para la dispersión de sus medios aéreos, y que se encuentra en operación desde 1993.
Su recorrido comienza en el km 65,500 de la ruta 8 y finaliza en el paso de frontera con Brasil ubicado en la localidad de Chuy. Su recorrido total es de 276 km. En la frontera comunica con la carretera BR-471 de Brasil.

## Localidades que une
Canelones:
- La Querencia
- Capilla de Cella

 Maldonado:
- Solís Grande
- Gregorio Aznárez
- Cerros Azules
- Estación Las FLores
- Pan de Azúcar
- San Carlos

 Rocha:
- Rocha
- 19 de Abril
- Castillos
- La Esmeralda
- Punta del Diablo
- Santa Teresa
- La Coronilla
- Chuy

## Características

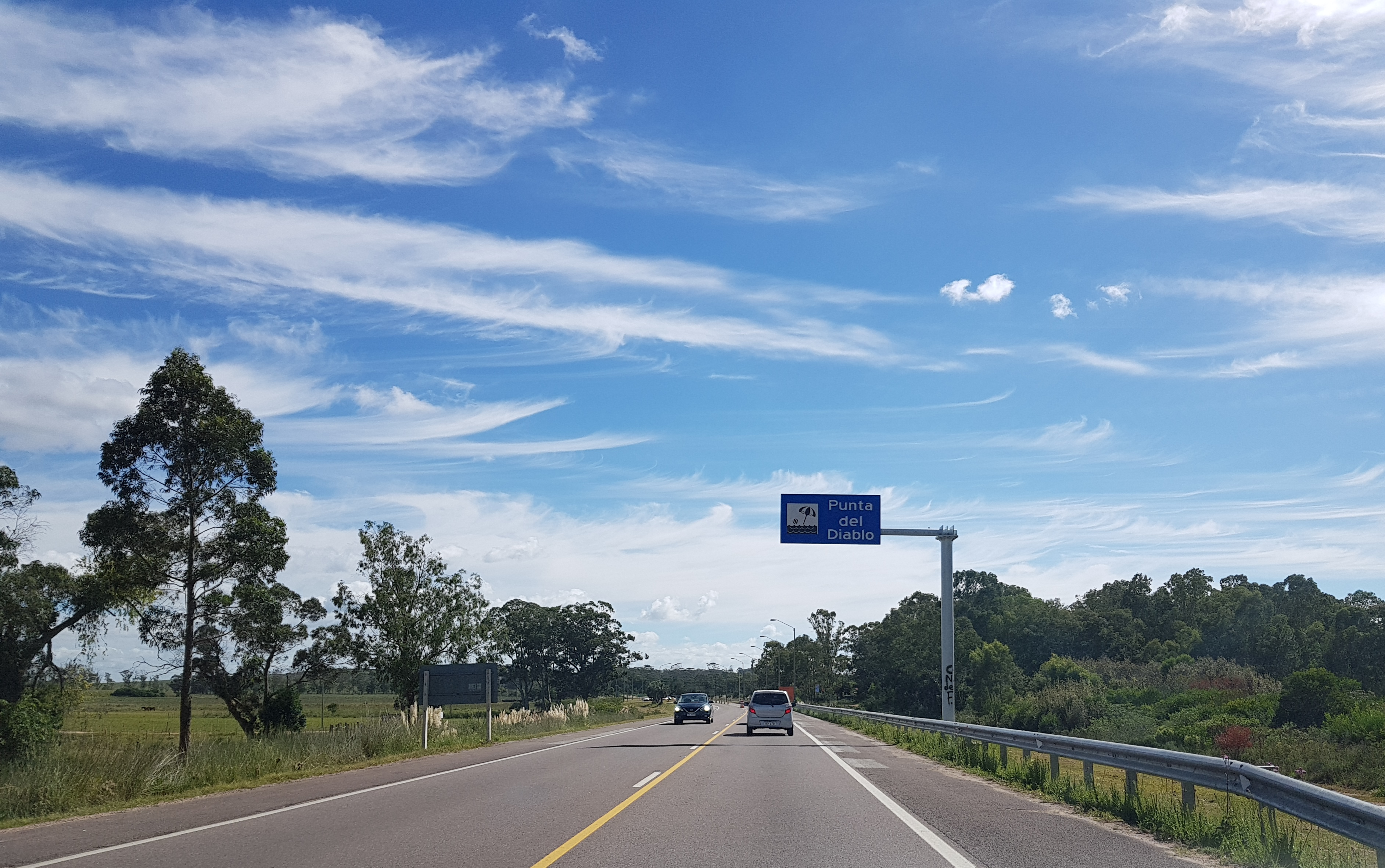
Ruta 9 a la altura del acceso a Punta del Diablo, Uruguay

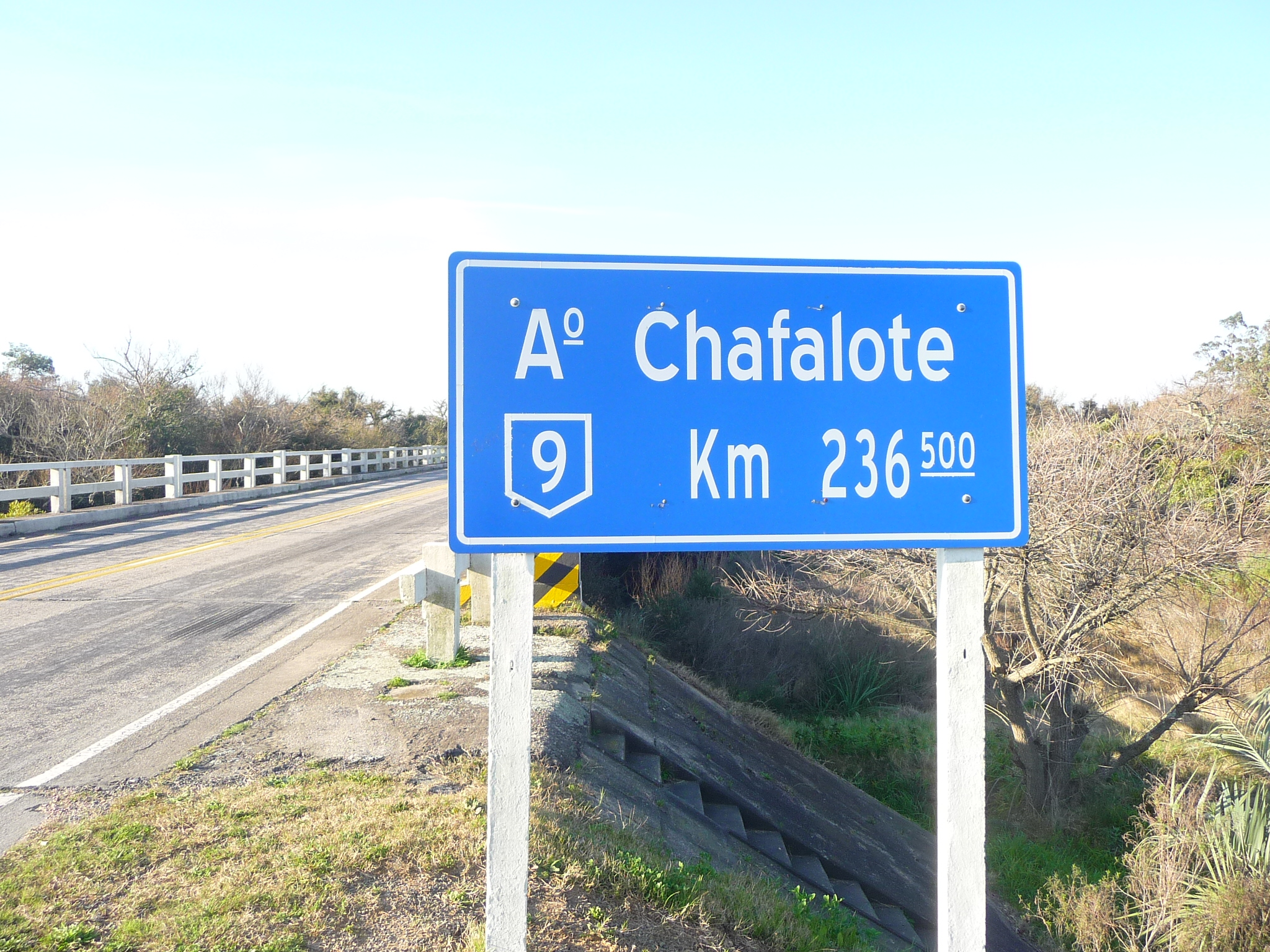
Puente de la Ruta 9 sobre el arroyo Chafalote en el departamento de Rocha

Esta carretera forma parte del corredor internacional que conecta la ciudad de Montevideo con Brasil a través de Chuy. Está construida en todo su recorrido por carpeta asfáltica y su estado es muy bueno.

## Peajes
Los peajes que se ubican en esta carretera son los siguientes:
| Nombre           | Departamento | Ubicación  | Concesionario                                          |
| ---------------- | ------------ | ---------- | ------------------------------------------------------ |
| Capilla de Cella | Canelones    | km 79.500  | Corporación Vial del Uruguay (CVU)(operado por Ciemsa) |
| Garzón           | Maldonado    | km 177.650 | Corporación Vial del Uruguay (CVU)                     |